# Samgyetang
La samgyetang è una zuppa calda di pollo al ginseng della cucina coreana, tipica della contea di Geumsan, il cui nome deriva dalle parole insam (인삼?, "ginseng"), gye (계?, "pollo") e tang (탕?, "zuppa"), e consiste in un pollo giovane intero farcito con riso glutinoso. Aglio, scalogno, zenzero, giuggiole e ginseng vengono fatti bollire nel brodo o aggiunti al ripieno; altri ingredienti possono essere astragalus, castagne e noci di ginkgo.
La samgyetang è un piatto cucinato d'estate, secondo la credenza che bisogni combattere il caldo con il caldo; in particolare, viene preparata durante la canicola (삼복?, sambokLR) del calendario lunare, cioè i tre giorni più caldi e afosi dell'anno (13 luglio, 23 luglio e 12 agosto). La samgyetang è particolarmente indicata per chi soffre di sudorazione eccessiva e problemi di stomaco. Il ginseng accelera il metabolismo e aiuta a riprendersi dalla stanchezza, l'aglio agisce da tonico, mentre le giuggiole proteggono lo stomaco e prevengono l'anemia.
Al ristorante, il piatto è servito insieme ai tradizionali contorni e a ventrigli di pollo saltati nell'aglio, e accompagnato da una bottiglia di insamju (vino di ginseng).
Un'altra versione della samgyetang è l'ogolgyetang, preparata con pollo di razza moroseta (오골계?, ogolgyeLR).